# Überholz (Hennef)
Überholz ist ein Ortsteil von Eulenberg auf dem Stadtgebiet Hennef (Sieg).

## Lage
Der ehemalige Weiler liegt in einer Höhe von 140 Metern über N.N. auf den Hängen des Westerwaldes im Südwesten von Eulenberg.

## Geschichte
1910 gab es in Überholz die Haushalte Ackerer Engelbert Buchholz und Matthias Miebach. Damals gehörte der Ort zur Gemeinde Uckerath.